# Estadio Heliodoro Rodríguez López

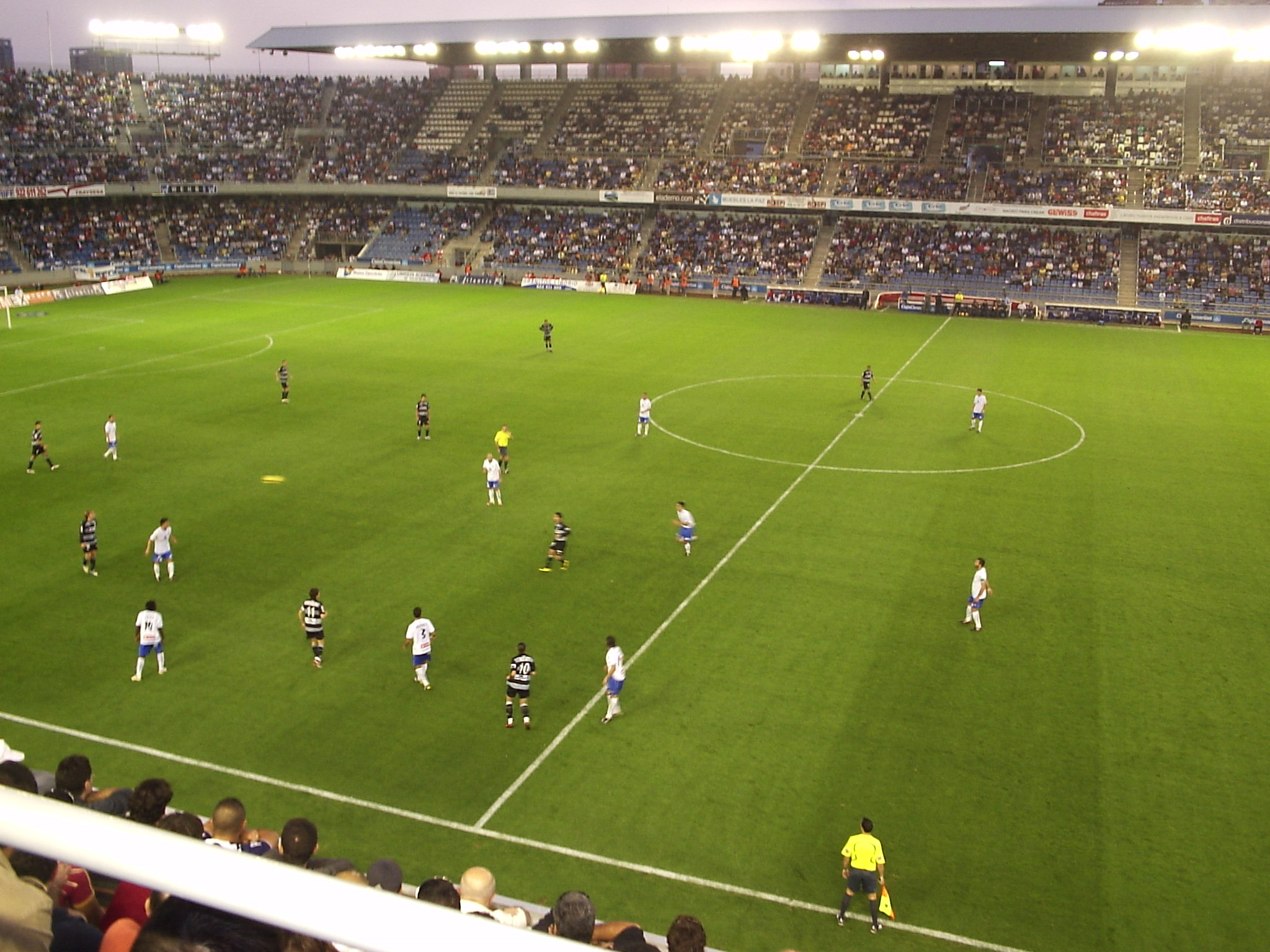
Fotbollsmatch på Estadio Heliodoro Rodríguez López

Estadio Heliodoro Rodríguez López är en fotbollsarena i Santa Cruz de Tenerife, och är hemmaarena för den spanska fotbollsklubben CD Tenerife. Den har plats för 24 000 åskådare. Den har dimensionerna 107 x 70 meter, vilket gör det arenan med det största området av området för Kanarieöarna. Arenan blev invigd 25 Juli 1925 och ligger centralt i huvudstaden på ön.